# پروژه‌های تقویم پایدار جهانی
پروژه‌های تقویم پایدار جهانی یا پروژه ی اصلاح گاه‌شمار یا اصلاح تقویم هر تجدید نظر قابل توجهی در یک سیستم گاه‌شماری است. این اصطلاح گاهی اوقات به جای پیشنهاد برای تغییر به یک طرح تقویم جهانی متفاوت٬ استفاده می‌شود.
هدف اصلی داشتن یک تقویم بدون ابهام برای اشاره به یک روز در زمان گذشته، حال و آینده در یک نظام گاه‌شماری ویژه به منظور ثبت یا اشاره به رویدادهای اجتماعی، مذهبی، تجاری یا اداری است. دوره‌های تکرارشونده که شامل چندین روز، مانند هفته‌ها، ماه‌ها و حتی سال‌ها هستند، ویژگی‌های ثانویه و مناسب یک تقویم هستند. بیشتر فرهنگ‌ها یک سیستم تاریخ‌یابی خود را داشته‌اند، اما فرهنگ‌های مختلف همیشه نیاز به همسو کردن چندین تقویم با یکدیگر داشته‌اند، زیرا آنها در یک فضای زمانی مشترک همزیستی داشته‌اند (مثلاً گروه‌های سکولار و مذهبی با باورها خواسته‌های متفاوت) در برقراری یک رابطهٔ تجاری، که برقرار کرده‌اند.
ویژگی‌های یک تقویم بخصوص، بدون داشتن قابلیت تبدیل شدن آن به تقویم پایدار جهانی جدید قابل تغییر نیست. اگر طرح پیشنهادی به اندازهٔ کافی به طرح قدیمی نزدیک باشد، یعنی با آن سازگار باشد، اصلاح سیستم تقویم محلی بدون اختلال امکان‌پذیر است. نمونه‌هایی از این امر شامل تغییرات در تقویم چینی به دلیل مشکلات بین مناطق در چین و تغییرات عملی در تقویم‌های مذهبی مانند تقویم اسلامی است که در آن شروع ماه در حال حاضر بر اساس داده‌های نجومی به جای مشاهدهٔ رهبران مذهبی به دست می‌آید.
با این حال، برخی از تغییرها در طراحی، شناسه‌های تاریخ متفاوت از طراحی قبلی را برای چند روز، اغلب در گذشته یا آیندهٔ دور به دست می‌دهند. سیستم تقویم باید روشن کند که آیا تاریخ‌ها به صورت ماسبق به طرح جدید تغییر می‌کنند (با استفاده از یک تقویم پرلپتیک) یا اینکه؛ آیا طرحی در آن زمان که استفاده می‌شود، باید رعایت شود. اگر همهٔ فرهنگ‌هایی که یک سیستم تقویم مشترک را پیش از انجام اصلاح تقویم به‌طور همزمان اتخاذ نکرده‌باشند انشعاب‌های تقویمی اتفاق می‌افتد. اگر شناسه‌های تاریخ زمانی مشابه اما متفاوت باشند، سردرگمی و اشتباه اجتناب ناپذیر است.